# Сорезіна
Сорезіна (італ. Soresina) — муніципалітет в Італії, у регіоні Ломбардія, провінція Кремона.
Сорезіна розташована на відстані близько 440 км на північний захід від Рима, 55 км на схід від Мілана, 24 км на північний захід від Кремони.
Населення — 9063 особи (2014).
Щорічний фестиваль відбувається 9 грудня. Покровитель — San Siro.

## Демографія
Населення за роками:

Станом на 1 січня 2023 року в муніципалітеті офіційно проживали 1934 іноземці з 55 країн, серед них 434 громадяни країн Євросоюзу та 7 громадян України.

## Сусідні муніципалітети
- Аннікко
- Каппелла-Кантоне
- Казальморано
- Кастеллеоне
- Куміньяно-суль-Навільйо
- Дженівольта
- Триголо